# ヌマガエル科
ヌマガエル科（Dicroglossidae）は、無尾目に分類される科。

## 分布
アフリカ大陸北部からアラビア半島南部・南アジア・東南アジア・インドネシア・パプアニューギニア・台湾・日本にかけて

## 分類
本科については胸帯や指趾先端の骨などの内部形態的にアカガエル科と区別できない点や、科内に不明な点も多く多系統群とする説も否定されていない。
以下の分類はAmphibian Species of the World(2017)・AmphibiaWeb(2017)に・和名は倉本(1993)・日本爬虫両棲類学会の標準和名案(2016)・松井(2016)に従うものとする。
- ヌマガエル亜科 Dicroglossinae
  - Allopaa
  - Chrysopaa
    - Chrysopaa sternosignata

  - Euphlyctis
  - ヌマガエル属 Fejervarya - サキシマヌマガエル・ヌマガエルなど
  - Hoplobatrachus
  - クールガエル属 Limnonectes - ナミエガエルなど
  - ナンノフリス属 Nannophrys
  - ナノラナ属 Nanorana
  - Ombrana
    - Ombrana sikimensis

  - Quasipaa
  - Sphaerotheca

- ウキガエル亜科 Occidozyginae
  - Ingerana
  - ウキガエル属 Occidozyga